# Stelle nere
Stelle nere è stato un programma televisivo italiano, ideato e condotto da Marco Marra e scritto con Michele Alberico, che ha debuttato su Rai 3 il 2 febbraio 2014 ed terminato il 10 aprile 2016.

## Il programma
È un programma che racconta casi di cronaca efferati, più o meno celebri. Si tratta essenzialmente di un monologo attraverso cui il conduttore narra non asetticamente le vicende della puntata con linguaggio spesso ricercato e interpretato. Il racconto procede di scena in scena attraverso vari ambienti con i protagonisti disegnati da un team apposito e rielaborati attraverso le tecniche digitali di uno studio virtuale (il TV4 di via Teulada).
La regia è di Luca Mancini e Luigi Felicetti. La realizzazione della scenografia originale è partita dalle tavole dell'illustratrice Chiara Fazi ed è stata sviluppata insieme allo scenografo Enzo Carlo Ambra. Chiara Fazi sarà la disegnatrice unica per i primi due anni. I disegnatori che si sono aggiunti nelle due edizioni successive sono Massimo Bacchini, Beniamino Delvecchio, Riccardo Latina, Fabio Piacentini.

## Puntate

### Prima stagione
| nº | Titolo                                             | Prima TV         |
| -- | -------------------------------------------------- | ---------------- |
| 1  | I marchesi Anna e Camillo Casati Stampa            | 2 febbraio 2014  |
| 2  | Gigliola Guerinoni: la mantide di Cairo Montenotte | 9 febbraio 2014  |
| 3  | Charles Manson                                     | 15 febbraio 2014 |
| 4  | La maledizione dei Brando                          | 1 marzo 2014     |
| 5  | Doretta Graneris: un'insospettabile assassina      | 8 marzo 2014     |
| 6  | John Holmes: il massacro di Wonderland Drive       | 15 marzo 2014    |

### Seconda stagione
| nº | Titolo                                                    | Prima TV         |
| -- | --------------------------------------------------------- | ---------------- |
| 1  | Andrew Cunanan: l'uomo che uccise Gianni Versace          | 24 gennaio 2015  |
| 2  | Donato Bilancia: il killer dei treni                      | 31 gennaio 2015  |
| 3  | Il caso Pistorius                                         | 7 febbraio 2015  |
| 4  |                                                           |                  |
| 5  | Rosa e Olindo: la strage di Erba                          | 21 febbraio 2015 |
| 6  | L'ossessione di Marco Mariolini                           | 28 febbraio 2015 |
| 7  | Domenico Semeraro, l'imbalsamatore della Stazione Termini | 7 marzo 2015     |
| 8  | Caravaggio                                                | 14 marzo 2015    |
| 9  | Leonarda Cianciulli: la Saponificatrice di Correggio      | 21 marzo 2015    |

### Terza stagione
| nº | Titolo                                      | Prima TV        |
| -- | ------------------------------------------- | --------------- |
| 1  | Pietro De Negri: il Canaro della Magliana   | 3 ottobre 2015  |
| 2  | Ludwig: due insospettabili serial killer    | 17 ottobre 2015 |
| 3  | Roberto Succo: l'assassino della Luna piena | 24 ottobre 2015 |
| 4  | Rina Fort: la Belva di via San Gregorio     | 31 ottobre 2015 |

### Quarta stagione
| nº | Titolo                                  | Prima TV       |
| -- | --------------------------------------- | -------------- |
| 1  | Renato Vallanzasca, vocazione criminale | 5 marzo 2016   |
| 2  | Sangue sulla dolce vita, il Caso Bebawi | 13 marzo 2016  |
| 3  | Andrea Matteucci: passione macabra      | 3 aprile 2016  |
| 4  | Milena Quaglini: una vittima spietata   | 10 aprile 2016 |